# Константіну Тейшейра
Константіну Тейшейра — політичний діяч Гвінеї-Бісау, прем'єр-міністр країни з липня до вересня 1978 року.